# Foro Económico Mundial en Bakú
El foro económico mundial en Bakú fue realizado en la capital azerbayana del 7 al 8 de abril de 2013. El tema del mismo fue "Diálogo estratégico sobre el futuro del Cáucaso Meridional y Asia Central". Participaron más de 200 representantes del ámbito empresarial, administrativo y de organizaciones civiles.

## Marco general
El acuerdo sobre la celebración del foro en Bakú se firmó el 23 de enero de 2013 en Davos, durante la reunión de İlham Əliyev, presidente azerbaiyano, y Klaus Schwab, presidente ejecutivo del Foro Económico Mundial.

## Objetivos y metas
El debate sobre temas como el desarrollo de la industria, recursos minerales, transporte, infraestructura, agricultura, finanzas, telecomunicaciones y otros sectores fue el principal objetivo del foro celebrado en Bakú, cuyo tema principal fue “Diálogo estratégico sobre el futuro de la Cáucaso Meridional y Asia Central ”.
El foro fue una plataforma de evaluación de los principales problemas y oportunidades relacionados con el futuro de la región y también se espera que contribuya al desarrollo de la cooperación e integración en el Cáucaso Meridional y Asia Central.

## Participantes
Entre los más de 200 asistentes al foro se encontraban:
- Ilham Aliyev - Presidente de la República de Azerbaiyán
- Taner Yıldız - Ministro de Energía y Recursos Naturales de Turquía[2]
- Algirdas Butkevičius - Primer ministro de Lituania[6]
- Sali Berisha - Primer ministro de Albania[7]
- Príncipe Andrew, duque de York[8]
- Gordan Jandroković - Ministro de Asuntos Exteriores e Integración Europea de Croacia
- Georgi Kvirikashvili - Ministro de Economía y Desarrollo Sostenible de Georgia[9]
- David Narmania - Ministro de Desarrollo Regional e Infraestructura de Georgia
- Luvsanvandan Bold - Ministro de Relaciones Exteriores de Mongolia[10]
- Bakitzan Sagintayev - vice primer ministro de Kazajistán
- Jomart Otorbayev - vice primer ministro de Kirguistán
- Andrey Kostin - Presidente y director ejecutivo de VTB Banco de Rusia
- Frederick Star - Presidente de la “Institución de Asia Central y el Cáucaso” de la Universidad Johns Hopkins
- Victor Halberstadt - Profesor de la  Universidad de Leiden en Países Bajos[11]
- Gordon Birell - Presidente regional de BP en Azerbaiyán, Georgia y Turquía
- J. Carl Ganter - director gerente de Circle of  Blue[12]
- Peter Sannikov - Vicepresidente del Fondo de Inversión Directa de Rusia